# إيمانويل دوفو
إيمانويل دوفو (بالفرنسية: Emmanuelle Devos) وهي ممثلة فرنسية ولدت في يوم 10 مايو 1964 في مدينة باريس عاصمة فرنسا، إيمانويل هي ابنة الممثلة ماري هينرو، في 2002 فازت بجائزة سيزر لأفضل ممثلة لدورها في فلم إقرأ شفتاي وألذي كان من إخراج جاكس أوديار وقد ترشحت 3 مرات في مهرجان كان السينمائي.

## السيرة الذاتية

### الطفولة والدراسة

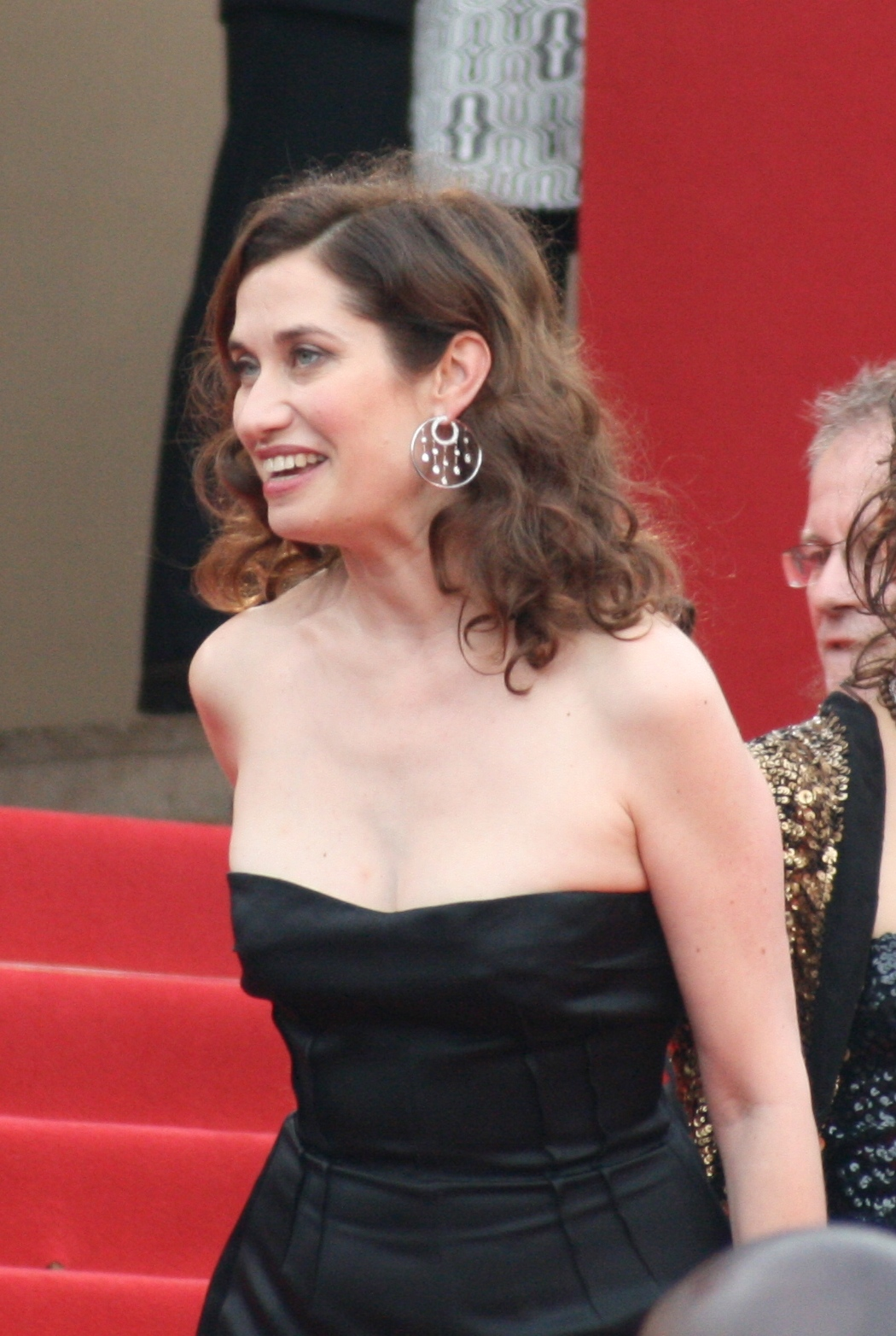
إيمانويلي ديفوس في مهرجان كان السينمائي سنة 2009

إيمانويلي ديفوس هي ابنة الممثلة ماري هينريو، وجون مايكل ديفوس الذي يشتغل هو الآخر في الوسط المسرحي، ترعرعت وعاشت معظم فترات طفولتها في باريس، حيث تبعت نهج والديها في المجالين المسرحي والسينمائي، من خلال اقتحامها لهذا المجال وهي صغيرة السن، وما زاد من شهرتها مشاركتها في تصوير فيلم الضوء (بالفرنسية: lumière) سنة 1976 للمخرجة جين مورو، لتشارك بعد ذلك في فيلم كور فلورنت (بالفرنسية: Cours Florent) رفقة فرانسيس هوستر الذي أهداها دور ثانوي سنة 1986.

### الحياة الخاصة
إيمانويلي ديفوس هي زوجة الممثل الآخر جيلس كوهن، ولها معه طفلان، لكن ابتداء من سنة 2006 انتقلت للعيش مع جون بيير لوريت.

## المسيرة المهنية

### البدايات
شاركت ديفوس مع المخرج جاك أوديار في فيلمه اقرأ شفتاي (بالفرنسية: Sur mes lèvres)، وقد فازت عن دورها في هذا الفيلم بجائزة سيزر لأفضل ممثلة سنة 2002 مناصفة مع أودري تاتو عن دورها في فيلم أميلي.

### الاحترافية

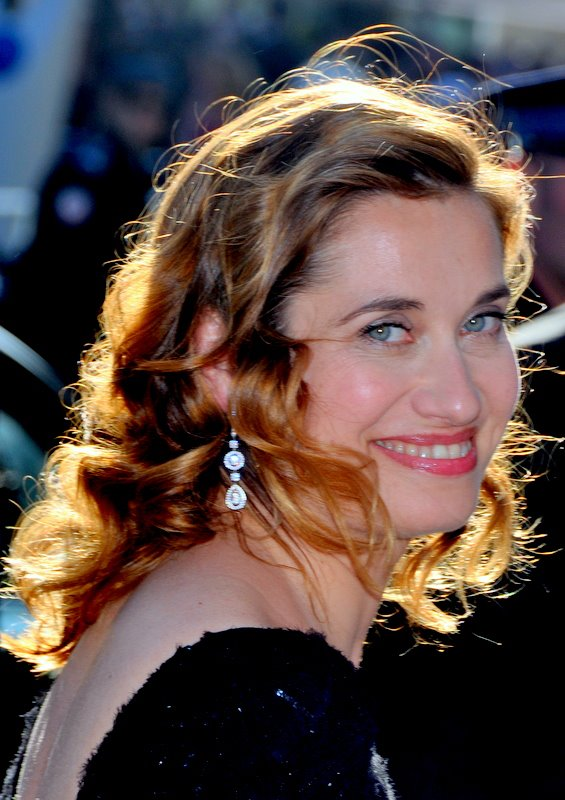
ديفوس في مهرجان كان السينمائي سنة 2012

في سنة 2006، شاركت مع لجنة التحكيم في الدورة التاسعة والخمسين لمهرجان لوكارنو السينمائي الدولي.
كما شاركت في فيلم في البدايات (بالفرنسية: A l'origine)، والذي فازت من خلاله على جائزة سيزر للمرة الثانية في فئة أفضل دور ثاني وذلك سنة 2010.
في أكتوبر من سنة 2011، شاركت إيمانويل ديفوس ضمن لجنة الحكم في مهرجان الفيلم البريطاني، كما شاركت بعد ذلك ضمن نفس اللجنة، والتي كان يترأسها ناني موريتي لكن هذه المرة في الدورة الخامسة والستين في مهرجان كان السينمائي.

## ترشيحات وجوائز
| السنة | الجائزة              | الفئة                         | الفيلم                      | العنوان الأصلي                               | المخرج         | النتيجة |
| ----- | -------------------- | ----------------------------- | --------------------------- | -------------------------------------------- | -------------- | ------- |
| 1997  | مهرجان كان السينمائي | أفضل ممثلة واعدة              | كيف سأتناقش (حياتي الجنسية) | Comment je me suis disputé (ma vie sexuelle) | آرنود ديسبليشن | ترشيح   |
| 2002  | مهرجان كان السينمائي | جائزة سيزر لأفضل ممثلة        | اقرأ شفتاي                  | Sur mes lèvres                               | جاك أوديار     | فوز     |
| 2003  | مهرجان كان السينمائي | أفضل ممثلة مساعدة             | الخصم                       | L'adversaire                                 | نيكولا جارسيا  | فوز     |
| 2005  |                      | النجمة الذهبية لأول دور نسائي | الملك والملكة               | Rois et Reine                                | آرنود ديسبليشن | فوز     |
| 2005  |                      | الجائزة الضوئية لأفضل ممثلة   | الملك والملكة               | Rois et Reine                                | آرنود ديسبليشن | فوز     |
| 2005  | مهرجان كان السينمائي | جائزة سيزر لأفضل ممثلة        | الملك والملكة               | Rois et Reine                                | آرنود ديسبليشن | ترشيح   |
| 2010  | مهرجان كان السينمائي | أفضل ممثلة مساعدة             | في البدايات                 | A l'origine                                  | كزافيي جيانولي | فوز     |
| 2014  |                      | جائزة الكريستال               | الاختطاف                    | Violette                                     | مارتن بروفوست  | فوز     |

## وصلات خارجية
- إيمانويل دوفو على موقع IMDb (الإنجليزية)
- إيمانويل دوفو على موقع قاعدة بيانات الأفلام العربية
- إيمانويل دوفو على موقع ألو سيني (الفرنسية)
- إيمانويل دوفو على موقع أول موفي (الإنجليزية)
- إيمانويل دوفو على موقع قاعدة بيانات الأفلام السويدية (السويدية)
- إيمانويل دوفو على موقع ديسكوغز (الإنجليزية)
- إيمانويل دوفو على موقع قاعدة بيانات الفيلم (الإنجليزية)
- إيمانويل دوفو على موقع كينوبويسك (الروسية)
- Emmanuelle Devos - uniFrance